# Platja de Ribera l'Ouca
La platja de Ribera l'Ouca es troba en el conceyu asturià de Cudillero i pertany a la localitat de «Santa Marina». Forma part de la Costa Occidental d'Astúries, i està situada entre la Punta la Borona i la platja del Aguaduz, la qual presenta com a singularitat l'illot de La Zarza al seu centre.

## Descripció
La platja és realment un pedrer amb forma de petxina, té una longitud d'uns 120-130 m i una amplària mitjana d'uns 35 a 40 m. El seu peculiar nom es deu a l'evolució del vocable ocle (algues) —que va derivar a ouca—, El ocle és un producte dipositat a certes platges asturianes que ha estat tradicionalment utilitzat com a abonament de terres.
El seu entorn és rural i amb un baix grau d'urbanització i la perillositat és mitjana.
Els accessos són per als vianants i inferiors a un km però de difícil recorregut. El seu entorn és rural i amb un baix mitjà d'urbanització. El jaç està compost de sorres gruixudes i tons clars en petites quantitats, ja que la majoria del jaç ho cobreixen palets.
Per accedir a la platja el nucli de la qual de població més proper és Ballota, s'ha d'anar des del poble de «Santa Marina». La platja està al costat de la de Pumarín i estan separades per la «punta Borona», a l'occident de la Platja de Pumarín recorrent el mateix camí que per la de Pumarín, prenent una desviació passats uns 150 m de les ruïnes de «El Castell», que va ser utilitzat durant la Guerra Civil Espanyola com a lloc de vigilància pel seu estratègic emplaçament. Uns 150 m més endavant s'arriba a la vora del penya-segat, molt dissimulat per la vegetació pel que cal extremar la vista i la prudència, i uns 150 m més endavant hi ha un túnel en la pròpia vegetació, que cal travessar. A partir d'aquest punt s'inicia el descens per un perillós camí que complica, i molt, la baixada.
La platja no té cap mena de servei i pels quals s'atreveixen a baixar, es recomana la pesca submarina i la recreativa amb canya. Es reitera el perill que suposa baixar a la platja si no s'és expert i no es coneixen bé els camins.